# Аракли
Аракли (грч. Ηράκλειο, Ираклио) је насељено место у општини Лагадина у периферији Средишња Македонија, Грчка. Према попису из 2021. године био је1.171 становник.
Према бугарском географу и историчару, Василу Канчову, у Араклију је 1900. године живело 230 Словена хришћана. После 1922. године насељене су грчке избеглице из Турске. На попису из 1928. године Аракли је имао 631 становника.